# Brug 476
Brug 476 is een vaste brug in Amsterdam-Noord.
De verkeersbrug, gelegd over een duiker is gelegen in de Vegastraat. Ze overspant de Kometensingel, die hier de scheidslijn vormt tussen twee buurten waarin de straten zijn vernoemd naar sterren en sterrenbeelden. De brug is ontworpen door de Dienst der Publieke Werken waar toen Dick Slebos en Dirk Sterenberg verantwoordelijk waren voor de meeste bruggen.
Deze brug is echter ontworpen door hun veel minder bekendere collega Cornelis Johannes Henke. Hij kwam met een ontwerp, dat toen in Amsterdam door Publieke Werken veelvuldig werd toegepast. Er kwamen houten funderingspalen waarop betonnen en gemetselde landhoofden met een overspanning van gewapend wit beton en 6,33 meter lengte. De brug heeft een heel licht welvend wegdek.
Werkzaamheden begonnen in april en eindigden in november 1957. De bruggen 473, 474 en 475 uit hetzelfde jaar hebben bijna dezelfde constructie, maar dan aangepast aan hun gebruik voor alleen voetgangers en fietsers. Opvallend aan deze brug zijn de uiteinden van de brugleuningen, alles is hoekig en blauw (destijds de standaardkleur) afgewerkt, alleen de bovenste leuning is wit en aan de uiteinden rond afgewerkt.
Op de kaart van de rampbestrijding van de overstroming van 15 januari 1960 is de brug aangegeven, de brug stond toen ook onder water.

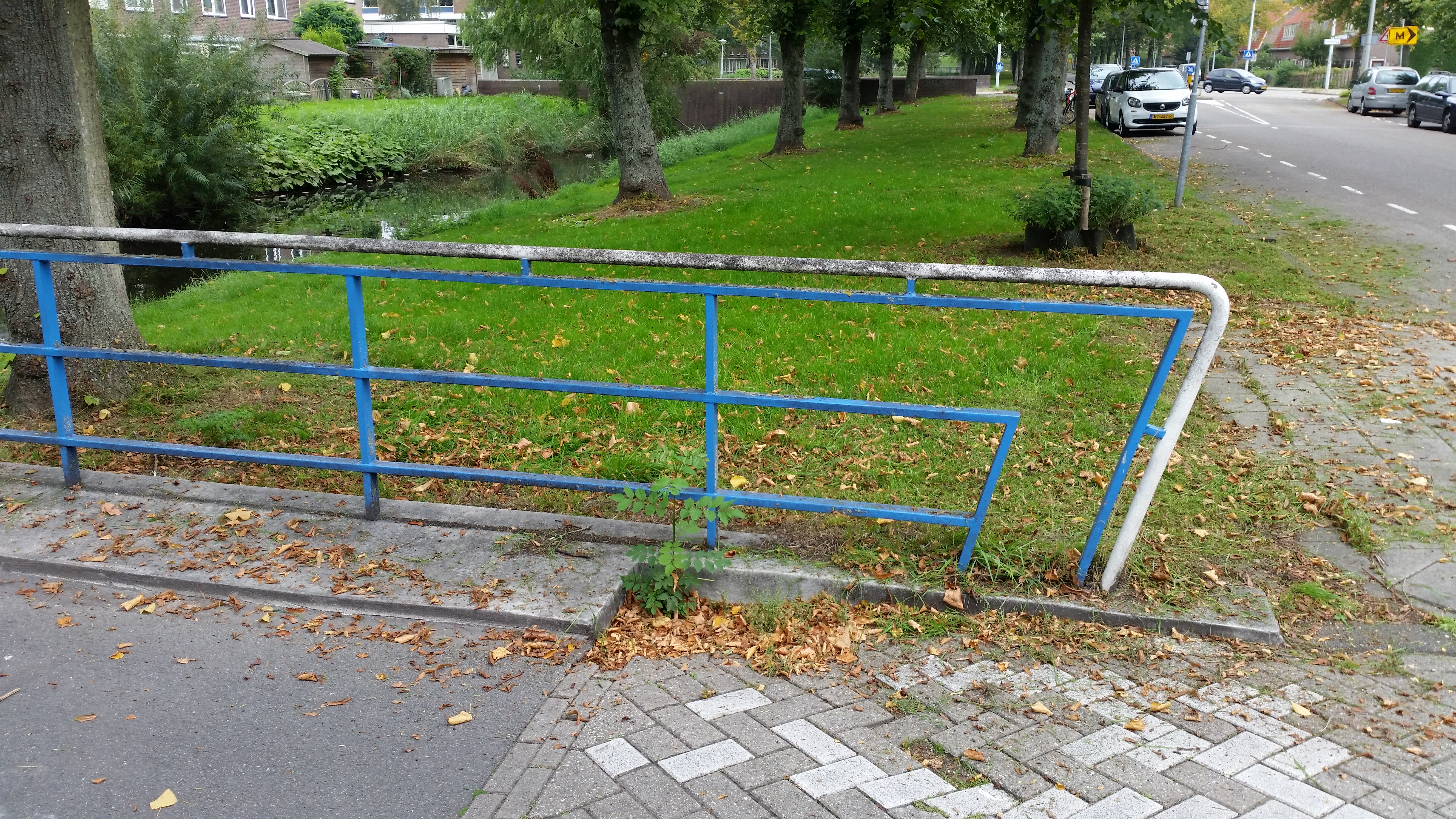
Afwerking leuningen (september 2018)

<<< · 400 · 401 · 402 · 403 · 404 · 405 · 406 · 407 · 408 · 409 · 410 · 411 · 413 · 414 · 415 · 416 · 417 · 418 · 419 · 420 · 421 · 422 · 423 · 424 · 425 · 427 · 429 · 430 · 431 · 432 · 433 · 434 · 435 · 436 · 437 · 438 · 439 · 440 · 441 · 442 · 443 · 444 · 445 · 446 · 447 · 448 · 449 · 450 · 451 · 452 · 453 · 454 · 455 · 456 · 457 · 458 · 459 · 460 · 461 · 462 · 463 · 464 · 465 · 466 · 469 · 470 · 471 · 472 · 473 · 474 · 475 · 476 · 478 · 479 · 480 · 482 · 483 · 485 · 486 · 487 · 488 · 489 · 490 · 491 · 492 · 493 · 494 · 495 · 496 · 497 · 499 · >>>
Brugnummers 412, 426, 428, 467, 468, 477, 481, 484 en 498 zijn niet (meer) vergeven.